# Kardschali
Kardschali, üblicherweise auch Kardzhali geschrieben, (bulgarisch Кърджали Kărdžali [ˈkɤrdʒɐli], türkisch Kırcaali) ist eine Stadt mit knapp 41.000 Einwohnern im Süden Bulgariens, unfern der griechischen Grenze. Sie ist das Verwaltungszentrum einer Gemeinde und des Verwaltungsbezirkes Kardschali. Während die Oblast überwiegend von türkischen Bulgaren bewohnt wird, leben in der Stadt selbst mehrheitlich slawische Bulgaren.
In der Stadt gibt es ein großes historisches Museum mit 40.000 Exponaten, 179 archäologischen Objekten (davon 19 prähistorische, 122 antike und 37 aus dem Mittelalter), ein musikalisches Theater und ein Puppentheater.
Das heutige Kardschali ist ein regionales Zentrum und somit Nachfolger des einstigen byzantinischen administrativen Zentrums der Region Achridos. Als Zentrum eines Erzbistums verwaltete Achridos den östlichen Teil der Rhodopen sowie das mittlere und untere Becken des Flusses Arda. Wie jüngste archäologische Ausgrabungen zeigen, befand sich das Verwaltungszentrum der Region 15 Kilometer nördlich von Kardschali, in der Nähe von Perperikon. Das Zentrum des Erzbistums Achridos war das Kloster des Heiligen Johannes der Täufer, das sich am rechten Ufer des Flusses Arda befand und innerhalb der Grenzen des modernen Kardschali befestigt war. Mit dem Vorrücken der Osmanen verloren die Festungsanlagen und Verwaltungszentren an Bedeutung, dieses änderte sich mit der eingesetzten Industrialisierung nach dem Balkankriegen 1912/13, als die Stadt erneut bulgarisch wurde.

## Geographie

### Lage

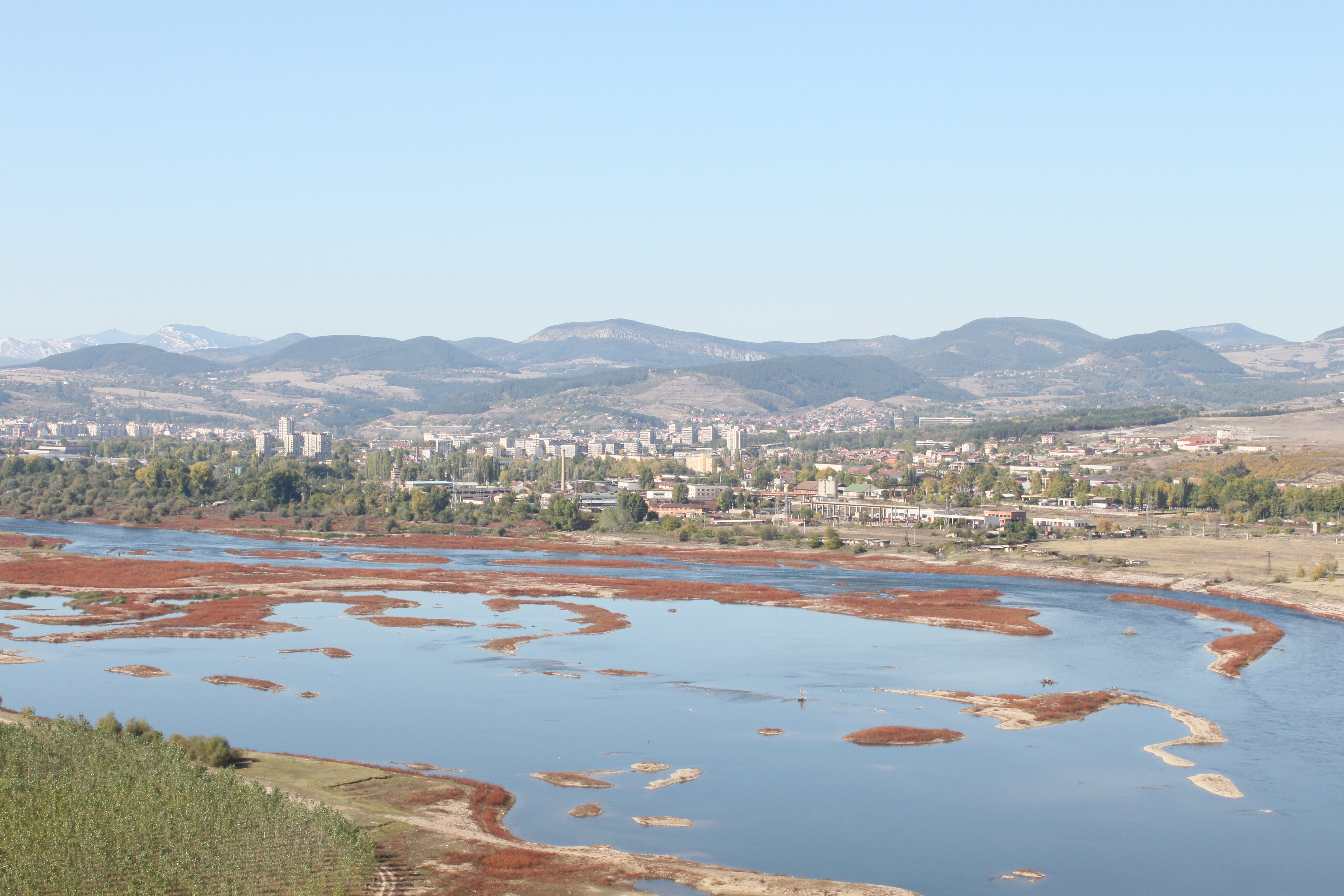
Blick von der Festung Wischegrad mit dem Arda Fluss Richtung Kardschali (2011)

Kardschali liegt im Herzen des östlichen Rhodopen-Bergmassivs an beiden Ufern des Flusses Arda, ca. 260 km südöstlich von der bulgarischen Hauptstadt Sofia. Die nächstgelegenen größeren Städte in der Region sind Chaskowo, das etwa 50 km nordwestlich über die Nationalstraße I-5 erreichbar ist und die Verbindung zur Awtomagistrala Trakija bietet, sowie Plowdiw, das etwa 90 km nordöstlich über die II-58 erreichbar ist. Zirka 15 km nördlich von Kardschali entfernt liegt die antike Felsenstadt (auch Perperikon genannt), die seit 1968 zum Denkmal des unbeweglichen Kulturerbes von nationaler Bedeutung erklärt wurde. Der paneuropäischer Verkehrskorridor IX. führt durch Kardschali über den Makaza-Pass und verbindet die Stadt mit dem bulgarisch-griechischen Grenzübergang Makaza–Nymphaia. Über den Grenzübergang ist Kardschali in ca. 70 km über die Aftokinitodromos 23 von der griechischen Stadt Komotini und der Aftokinitodromos 2 (auch Egnatia-Autobahn genannt) entfernt.

### Gewässer
Die Stadt liegt am Nord- und Südufer des Flusses Arda und wird im Westen von der Talsperre Kardschali und im Osten von der Talsperre Studen kladenez begrenzt. Bei beiden Talsperren wurden zudem Kraftwerke errichtet. Bei maximaler Kapazität reicht das Wasser der Studen kladenez-Talsperre bis zum Fuß der alten Wesseltschane-Brücke. Die Betonmauer der Talsperre Kardschali befindet sich etwa zwei Kilometer flussaufwärts von dieser Brücke. Die Ufer des durch die Stadt fließenden Flusses wurden durch den 2009 gestellten Wasserspiegel-Stausee begradigt, wodurch ein Umfeld für Wassersport und Freizeitaktivitäten geschaffen wurde. In den 1970er Jahren wurden in der Talsperre Kurdschali Steinbeißer ausgesetzt. Vor kurzem wurden Flussbarsche aus dem Owtschariza-Stausee dort ausgesetzt. Bereits vor 30 Jahren wurden dort 45.000 Karpfen ausgesetzt.
Ca. 40 km weiter nördlich befindet sich entlang des gleichnamigen Fluss zudem die Talsperre Borowiza. Die Borowiza ist ein Nebenfluss der Arda und mündet in der Talsperre Kardschali.

### Stadtgliederung
Die Stadt Kardschali umfasst die Bezirke Borowez, Baikal, Studen Kladenez, Wasroschdenzi, Wesseltschane, Gledka, Gorna Gledka, Zentrum, Ufernahen Zone und Park Arpezos-Nord, Industriezone A, Industriezone B, Ostindustriezone, Industriezone Süd, Friedhof, Park Prostor und Park Gorubso. In unmittelbarer Nähe liegen die Dörfer Prilepzi, Resbarzi, Petlino, Airowo, Opaltschensko, Propast und Sipei.
| Übersichtskarte                | Name des Stadtteils |
| ------------------------------ | --- |
| Stadtgliederung von Kardschali | 1. Borowez 2. Baikal 3. Zentrum 4. Studen Kladenez 5. Wasroschdenzi 6. Prilepzi 7. Wesseltschane 8. Gledka 9. Gorna Gledka 10. Ufernahen Zone und Park Arpezos-Nord 11. Industriezone A 12. Industriezone B 13. Ostindustriezone 14. Industriezone Süd 15. Friedhof 16. Park Prostor 17. Park Gorubso |

## Geschichte

### Antike und frühes Mittelalter

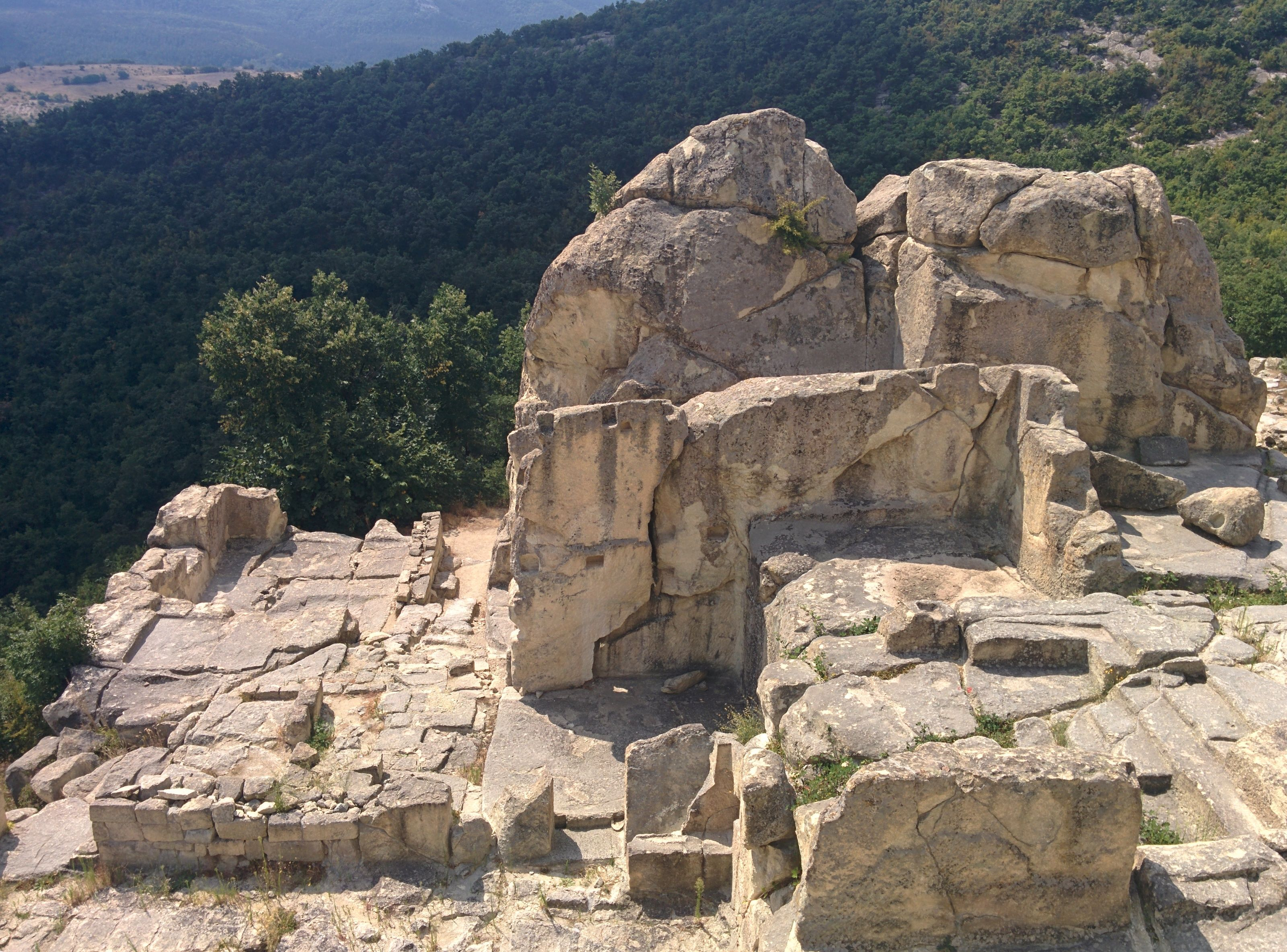
Teil der Felsenfestung Perperikon

Die Stadt wurde schon in der Antike besiedelt. Die ersten Spuren in der mehr als 3000-jährigen Geschichte hinterließen die Thraker, als sie diese Gegend besiedelten. Aus dieser Zeit und nicht weit von Kardschali entfernt steht Perperikon, eine der bedeutendsten Kultstätten der Antike. Auch nach der Christianisierung der Region blieb Perperikon ein wichtiges religiöses Zentrum.
Nach den Thrakern folgten die Hellenen, Perser, Byzantiner, Slawen, Bulgaren, Kreuzritter und Osmanen.

### Bulgaren, Byzantiner und Kreuzritter
Im Mittelalter wurde Kardschali Zentrum der Provinz Achridos. Im Kloster Sweti Joan Prodrom befand sich das Zentrum einer der größten christlich-orthodoxen Eparchien des Mittelalters. Zur Zeit von Khan Presian I. wurde die Region im Jahr 847 dem Bulgarischen Reich einverleibt. Die Siedlung und Festung Wischegrad (zu Dt. Obere Festung), die bereits während der Römerzeit existierte, wurde ausgebaut und zu einer der Vorläufer des heutigen Kardschali.
Die Festung Wischegrad befindet sich ca. 6 km vom heutigen Stadtzentrum entfernt und bewachte ehemals den Zugang zu einer Abzweigung der Via Militaris von Adrianopel nach Philippopolis in das Innere der Rhodopen entlang des Tals des Flusses Warbiza. Die gut geschützte Zitadelle mit einer Beobachtungs-, Verteidigungs- und Wohnfunktionen wurde möglicherweise vom Gouverneur der mittelalterlichen Region Ahrida genutzt. Auf der gegenüberliegende Seite des Ardaflusses wurde zudem die Hilfsburg Moniac errichtet.
Zar Kalojan eroberte die Region 1199 von den Byzantiner für das bulgarische Zarenreich erneut und sie wurde zu einem der Aufmarschgebiete für die Kampagnen der Bulgaren gegen das lateinische Kaiserreich, welches infolge des Vierten Kreuzzugs in Konstantinopel installiert wurde. In der Nähe der Festung Moniac wurde 1206 Heinrich von Flandern zum Lateinischen Kaiser gekrönt.
Archäologische Funde belegen, dass im Ort im XII. und in der ersten Hälfte des XIII. Jahrhunderts ein reges Leben herrschte und dass die Stätte zwei großen Zerstörungen ausgesetzt war. Die erste Zerstörung fand 1207 statt, als Bonifatius I. von Montferrat, der Kreuzritterkönig von Thessaloniki plündernd durch die Region zog und schließlich hier verstarb.
Nach der Ermordung von Zar Kalojan vor den Mauern von Thessaloniki (Oktober 1207) wurde das Gebiet zunächst von seinem Neffen, Despot Alexius Slaw regiert und unter Zar Iwan Assen II. wurde es erneut der bulgarischen Krone unterstellt. Nach dem Tod von Zar Kaliman I. Assen im Jahr 1246 übernahm Byzanz für kurze Zeit die Kontrolle, aber 1254 stürzte Zar Michael II. Assen die Byzantiner. Der Chronist Georgios Akropolites schrieb in diesem Zusammenhang: Die Einwohner, die Bulgaren waren, warfen das Joch der Fremden ab und gingen zu den ihren über, dann kehrten die Römer zurück, unter Zar Konstantin Tich Assen gehörte das Gebiet wieder zu Bulgarien. Die zweite Zerstörung ereignete sich 1341 während des blutigen byzantinischen Bürgerkriegs zwischen Kaiser Johannes V. Palaeologos und Johannes Kantakuzenos, der Anspruch auf den Thron erhob. In diesem Krieg eroberten und zerstörten die auf der Seite von Kantakuzenos kämpfenden osmanischen Söldner von Aydınoğlu Umur Bey Ahridos. 1343 stellte schließlich der bulgarische Zar Iwan Alexander Kontrolle über das Gebiet wieder her. Danach zog der Bischof von Ahridos und die örtliche Verwaltung nach Peritéorion an die Ägäisküste. Im 14. Jahrhundert war der im Volk verehrte Momtschil Wojwoda, der das Gebiet von der Ägäis bis hierher beherrschte, der Beschützer der örtlichen Bevölkerung vor den sich ständig bekriegenden bulgarischen und römischen Monarchen. Sein Name ist auch mit dem ersten Widerstand der Bevölkerung in den Rhodopen gegen die Invasion der aus Kleinasien einfallenden Osmanen verbunden.

### Osmanische Zeit
1362 wurde die Region durch die Osmanen endgültig erobert; dabei wurden alle großen Festungen der Region niedergebrannt und zerstört. Während der osmanischen Zeit wurde der Ort, jedoch im Tal, neu aufgebaut und bekam den Namen Kırca ali. Den Überlieferungen zufolge, entstand die neue Siedlung um das Grab von Kırca Ali, einer der Heerführer von Lala Şahin Pascha der hier während einer der früheren Raubzüge der Osmanen fiel. Forschungen haben jedoch ergeben, dass es für diese Überlieferung keinen Beweis gibt und es sich um eine Legende handelt.
Die früheste bekannte osmanische Vermessung der Haskovo Kaza des Chirmen Sandschaks, in dem sich das Gebiet des heutigen Kardschali befindet, ist auf 1465 datiert. In dieser Übersicht werden eine ganze Reihe von Dörfern mit türkischen Namen, die von Muslimen bewohnt wurden, erwähnt. Darunter befindet sich jedoch keine Siedlung mit dem Namen Kırcaali. Der Name Kırcaali ist zum ersten Mal in den osmanischen Steuerunterlagen von 1482 als Kırca datiert. Dabei wird der Tımar Kırca erwähnt, der 41 muslimische Haushalte hatte. Im Register von 1516 wird eine Bevölkerung von 61 muslimischen Haushalte gezählt. Im Jahr 1530 wurde der Name des Dorfes zum ersten Mal als Kırcalı aufgezeichnet, und obwohl in den Jahren danach auch vereinzelt als Kırca Ali geschrieben, setzte sich die erstere Schreibweise durch. Zu dieser Zeit verringerte sich die Zahl der Haushalte im Dorf auf siebenunddreißig. Dennoch stieg die Steuerlast des Dorfes dank der gestiegenen Weizenproduktion und das Dorf konnten sich einem Imam leisten. Der Ort blieb jedoch in den folgenden Jahrhunderten relativ klein, auch wenn das Einkommen um Rinder und Viehzucht erweitert wurde.
Eine weitere Quelle, die Aufschluss über die Bevölkerung der Region Kardschali gibt, ist der erste Salnâ des Vilâyets Edirne aus dem Jahr 1870. Demnach gab es 8320 muslimische Haushalte und 4835 christliche Haushalte in 233 kleinen Dörfern in Haskowo Kaza (Teil des Plowdiw Sandschak); 63 Prozent der Bevölkerung seien muslimisch gewesen. Die Salnâ gibt auch die Gesamtzahl der männlichen Bevölkerung in der Haskowo Kaza an, von den 23.467 Mohammedanern und 18.461 Christen waren somit insgesamt 56 % der Männer muslimisch. Dies ist ein Indiz dafür, wie sich die Bevölkerungszusammensetzung im XVIII. und XIX. Jahrhundert verändert hat. Dennoch blieb Kardschali weitgehend muslimisch geprägt und von dieser Entwicklung unberührt.
Infolge des Russisch-Osmanischen Kriegs (1877–1878) wurde Kardschali am 3. Januar 1878 durch die Truppen des russischen Generalmajors Grigori Fjodorowitsch Tschernosubow besetzt, welche bis zum Berliner Kongress vor Ort blieben. Mit der Bildung der halbautonomen osmanischen Provinz Ostrumelien, als eines der Beschlüsse des Kongresses, blieb Kardschali weiterhin osmanisch.

### Erneut bulgarisch
Bis zu den Balkankriegen blieb Kardschali eine rein türkische Stadt. Mit Ausbruch des 1. Balkankrieges, schlugen Verbände des bulgarischen Makedonien-Adrianopel-Freiwilligen-Korps unter Oberst Wassil Delow am frühen Morgen des 8. Oktoberjul. / 21. Oktober 1912greg. in der Schlacht von Kardschali die osmanische Kırcaali-Reservedivision (Kırcaali Redif Fırkası) unter Mehmed Yaver Pasha. Letztere traten daraufhin mit einer Überquerung des Arda-Flusses den Rückzug Richtung Mestanlı an und ließen dabei eine große Menge an Munition und Ausrüstung zurück. Um 4 Uhr nachmittags marschierten die bulgarischen Truppen in Kardschali ein. Infolge der Schlacht wurde Kardschali entvölkert, die türkische Bevölkerung der Region floh massenhaft vor dem Vormarsch der Bulgaren.
Im August 1913, während des Zweiten Balkankrieges, gehörte Kardschali eine Zeit lang zur Regierung von Westthrakien, wurde aber nach den Kriegen dem Zarentum Bulgarien zugeschlagen. Mit dieser neuen Zeit änderte sich das Bild von Kardschali, es bekam ein europäisches Aussehen und viele bulgarische Einwanderer ließen sich hier nieder, vor allem Flüchtlinge aus West,- und Ostthrakien (→ Thrakische Bulgaren). In den 1930er Jahren wurde Kardschali zu einer der größten Städte im Einzugsgebiet des Flusses Arda. Bis 1912 hatte Kardschali nicht mehr als 3000 Einwohner. Im Jahre 1920 erreichte die Einwohnerzahl 4500, im Jahre 1926 6487 (2949 Bulgaren, 2831 Türken, 468 Roma, 144 Juden und 95 andere) und im Jahre 1934 7767 (4255 Bulgaren, 3165 Türken, 159 Roma und 188 Juden).

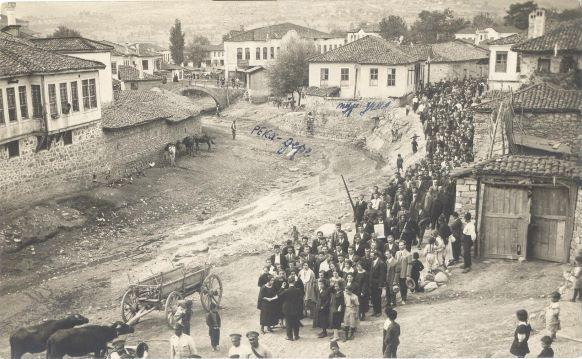
Trauermarsch in Kardschali nach der Ermordung von Todor Alexandrow am

Die Haupteinnahmequelle der Bevölkerung war zu dieser Zeit die Tabakproduktion, die für ihre hohe Qualität bekannt war. Im Jahr 1939 gab es im Bezirk Kardschali 33 Tabaklager, mit einer Großzahl an Beschäftigten. In der Zeit zwischen den beiden Weltkriegen war Kardschali weiterhin ein Marktzentrum, und alle drei Wochen wurde der unter den Osmanen eingeführten Jahrmarkt weiterhin abgehalten. Neben Grund- und Mittelschulen gab es ein bulgarisches, weltliches Gymnasium, eine Mädchenschule und ein türkisches Gymnasium. Die Stadt erlebte einen raschen Urbanisierungsprozess. In den neuen Stadtteilen entstanden breite und gerade Straßen und zahlreiche öffentliche Gebäude (eine Kirche, ein Theater, ein Tschitalischte, ein Verwaltungsgebäude, ein Krankenhaus, ein Gefängnis und ein modernes Hotel). Die erste Lehrerin wurde an einer Schule tätig, der erste moderne Arzt siedelte sich hier neben Tabakhändlern und Industriellen an.

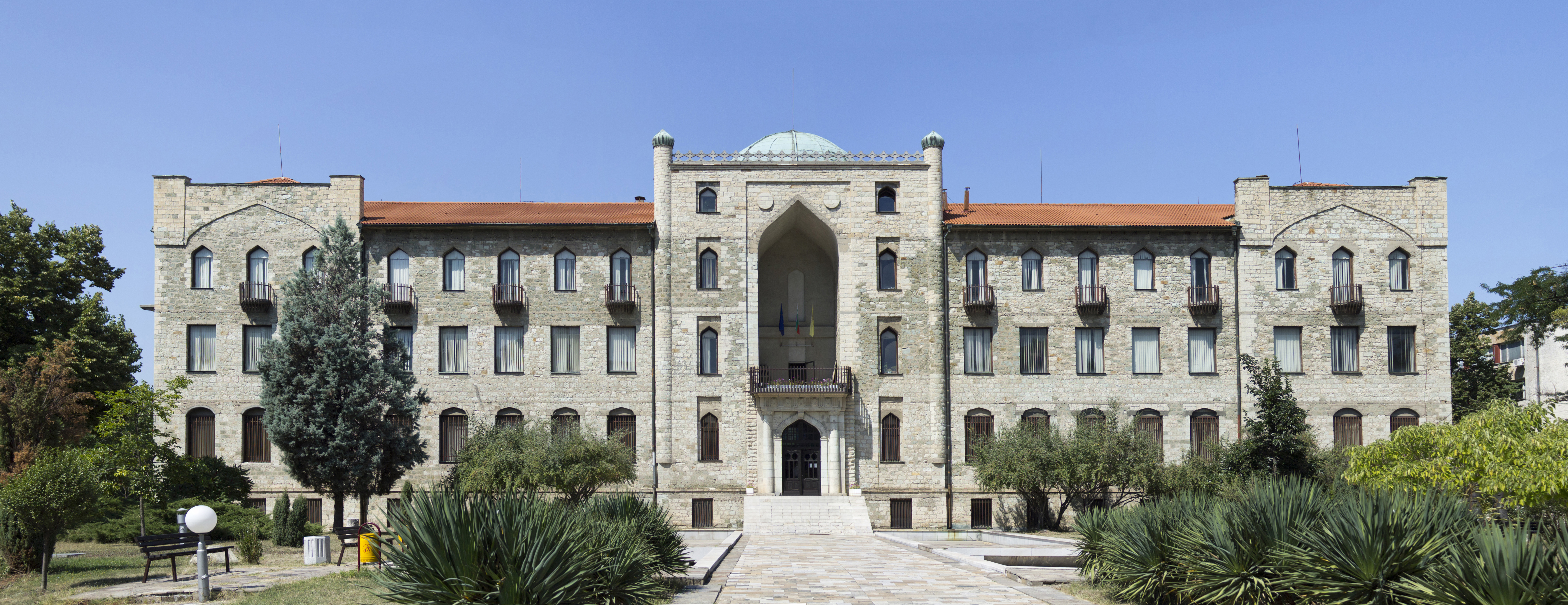
Historisches Museum. Gebäude in den 1920er Jahren in einem orientalisierenden Stil errichtet

Zu dieser Zeit wurde auch die Straßenbeleuchtung eingeführt, was für die damalige Zeit und den damaligen Ort als sehr früh angesehen werden kann. Bereits 1929 errichteten die Türken in Kardschali mit eigenen Mitteln eine dreistöckige Madrasa von großem architektonischem Wert. Einigen Überlieferungen nach entstammt der Architekt aus dem heutigen Aserbaidschan und der Bau wurde in dem für die iranisch-islamische Architektur typischen Stil erbaut. Einer anderen Überlieferungen nach wird der Bau dem russischen Architekten Alexander Pomeranzew zugeschrieben, der auch die Sofioter Alexander-Newski-Kathedrale erbaute.
Am 8. Oktober 1931 wurde die Stadt an das bulgarische Schienennetz und die Eisenbahnlinie 4 „Kardschali-Chaskowo-Stara Sagora-Russe“ angeschlossen. Anfangs wurde die Eisenbahnlinie bis Kavala und Porto Lagos geplant, der Weiterbau wurde jedoch durch den Verlust der nördliche Ägäisküste für Bulgarien nach dem Ersten Weltkrieg nicht realisiert. Mit dem Ursprungsplan sollten die bulgarische Häfen an der Donau mit denjenigen an der Ägäis verbunden werden. Der Plan wurde im Züge des russischen Überfalls auf die Ukraine erneut aktuell und zwischen den Regierungen Rumäniens, Griechenlands und Bulgariens diskutiert und erneut aufgerifften. 1939 wurde das bulgarisch-deutsche Unternehmen „Pirin“ gegründet, das seine Flotationsfabrik und Seilbahn baute.
Nach dem Zweiten Weltkrieg und die Machtergreifung der Kommunisten, wurde die Madrasa beschlagnahmt und 1963 in das örtliche historische Museum umgewandelt. Es ist heutigentags eines der monumentalsten und schönsten Gebäude der Stadt. Mit dem 1955 eröffneten strukturprägenden Blei- und Zinkkombinat entwickelten sich die Leichtindustrie, der Maschinenbau und die Nichteisenmetallurgie. In den darauffolgenden Jahrzehnten wurde Kardschali industrialisiert, sodass sie zur größten Industriestadt in den Rhodopen wurde. Der Grund für die rasante Entwicklung der Stadt ist jedoch nicht der Tabak, obgleich die Stadt weiterhin ein Zentrum der Tabakproduktion blieb, sondern die metallurgische Industrie. Kardschali wurde zum Zentrum der Nichteisenmetallurgie in Bulgarien, wo Cadmium, Blei, Silber, Schwefelsäure und Zink hergestellt wurden.
Nach der Machtergreifung förderte das sozialistische Regime die Einwanderung von ethnischen Bulgaren in die Region und schränkte gleichzeitig das kulturelle Leben und die Bildung der türkischen Minderheit in der Stadt ein. Nach der demokratischen Wende im Jahre 1989 verließen viele bulgarische Zuwanderer die Stadt, was zu einem Anstieg des Anteils der türkischen Bevölkerung in der Stadt führte. Heute ist die Stadt mit ca. 40.000 Einwohnern überwiegend bulgarisch, politisch ist sie dennoch eine Hochburg der bulgarischen Türken mit der Partei Bewegung für Rechte und Freiheiten, auch wenn die Unterstützung für die Partei seit den 2000er-Jahren zurückgeht (siehe z. B. Parlamentswahl in Bulgarien Juli 2021 und November 2021).
Die Stadt ist seit 2009 Namensgeber für den Kardzhali Point, eine Landspitze der Livingston-Insel in der Antarktis.

## Bevölkerung

### Bevölkerungsstruktur
Die Bevölkerung der Gemeinde Kardschali bestehend aus der Stadt, in der 64,87 % der Bevölkerung lebt und weiteren 117 Siedlungen lauten die Daten nach den letzten zwei Volkszählungen folgendermaßen: Als Türken deklarieren sich 55,5 % der befragten Einwohner, als Bulgaren 40,5 %, ohne Angaben verbleiben 1,92 %, als Roma sehen sich 1,69 % und weitere Gruppen machen 0,38 % aus. In der Stadt Kardschali selbst gibt 51,3 % der Bevölkerung an, dass sie Bulgaren sind, 33,6 % sind dagegen Türken. 0,4 % der Befragten gaben keine ethnische Herkunft an, 0,7 % deklarierten sich als Roma und 0,4 % gaben eine andere an. Aus Furcht vor der allgegenwärtigen Diskriminierung ziehen es die Roma vor, der lokalen Mehrheitsbevölkerung anzugehören und identifizieren sich häufig entsprechend. Dadurch beeinflussen sie die Anzahl der Türken und weniger die Anzahl der Bulgaren.
| Ethnische Gruppe | 2011   | 2011   | 2021   | 2021   |
| Ethnische Gruppe | Anzahl | %      | Anzahl | %      |
| ---------------- | ------ | ------ | ------ | ------ |
| Bulgaren         | 23,737 | 54,1 % | 20,871 | 51,3 % |
| Türken           | 13,578 | 30,9 % | 13,646 | 33,6 % |
| Roma             | 517    | 1,2 %  | 295    | 0,7 %  |
| Andere           | 218    | 0,5 %  | 194    | 0,4 %  |
| Keine            | 845    | 1,9 %  | 145    | 0,4 %  |
| Ohne Antwort     | 4,985  | 11,4 % | 5,508  | 13,5 % |
| Ingesammt        | 43,880 | 43,880 | 40,659 | 40,659 |

### Einwohnerentwicklung
Einwohnerzahlen richten sich nach dem jeweiligen Gebietsstand. Die Zahlen sind Volkszählungsergebnisse (¹), Schätzungen (²) oder amtliche Fortschreibungen der Statistischen Ämter (³).
| Jahr      | 1887 | 1912    | 1920 | 1926 | 1934 | 1946     | 1956     | 1965     | 1975     | 1985     | 2000   | 2010   | 2011   | 2015   | 2020   |
| --------- | ---- | ------- | ---- | ---- | ---- | -------- | -------- | -------- | -------- | -------- | ------ | ------ | ------ | ------ | ------ |
| Einwohner | 650² | ca.3000 | 4500 | 6487 | 7767 | 10.502 ¹ | 20.955 ¹ | 33.271 ¹ | 47.786 ¹ | 55.400 ¹ | 45.324 | 45.604 | 43.880 | 43.031 | 44.123 |

## Politik und Bildung

### Stadtrat
Der Stadtrat von Kardschali besteht aus dem Oberbürgermeister und der von der Gemeindeordnung vorgeschriebenen Anzahl von 41 Stadtratsmitgliedern. Gleichzeitig fundiert der Stadtrat als Gemeinrat der Gemeinde Kardschali. Alle vier Jahre wird der Stadtrat neu gewählt, die nächste Wahl ist im Jahr 2023. Die Sitzverteilung des Stadtrats stellt sich seit der letzten Kommunalwahlen am 27. Oktober 2019 mit einer Wahlbeteiligung von 49,29 % wie folgt dar:
| Partei                               | Wahlergebnis in % | Wählerstimmen | Sitze |
| ------------------------------------ | ----------------- | ------------- | ----- |
| Bewegung für Rechte und Freiheiten   | 54,86 %           | 14.094        | 23    |
| GERB                                 | 25,49 %           | 6.548         | 11    |
| Bulgarische Sozialistische Partei    | 11,32 %           | 2.907         | 5     |
| DOST                                 | 3,01 %            | 772           | 1     |
| Demokraten für ein starkes Bulgarien | 2,88 %            | 740           | 1     |

### Städtepartnerschaften
Kardschali unterhält mit folgenden Städten Partnerschaften:
- East Staffordshire, Vereinigtes Königreich
- Elkhart, Vereinigte Staaten
- Komotini, Griechenland
- Philippi, Griechenland
- Soufli, Griechenland
- Tekirdağ, Türkei
- Gaziosmanpaşa, Türkei
- Wladimir, Russland[29]

### Schulen in Kardschali
- Filiale der Universität Plowdiw
- Fremdsprachengymnasium „Christo Botew“

## Kultur und Freizeit

### Museen, Galerien und Kulturhäuser
- Historisches Museum[30]
- Galerie Stanka Dimitrowa[30]
- Kunstgalerie Krag[30]
- Kunsthaus Daschdowniza[30]

### Sport

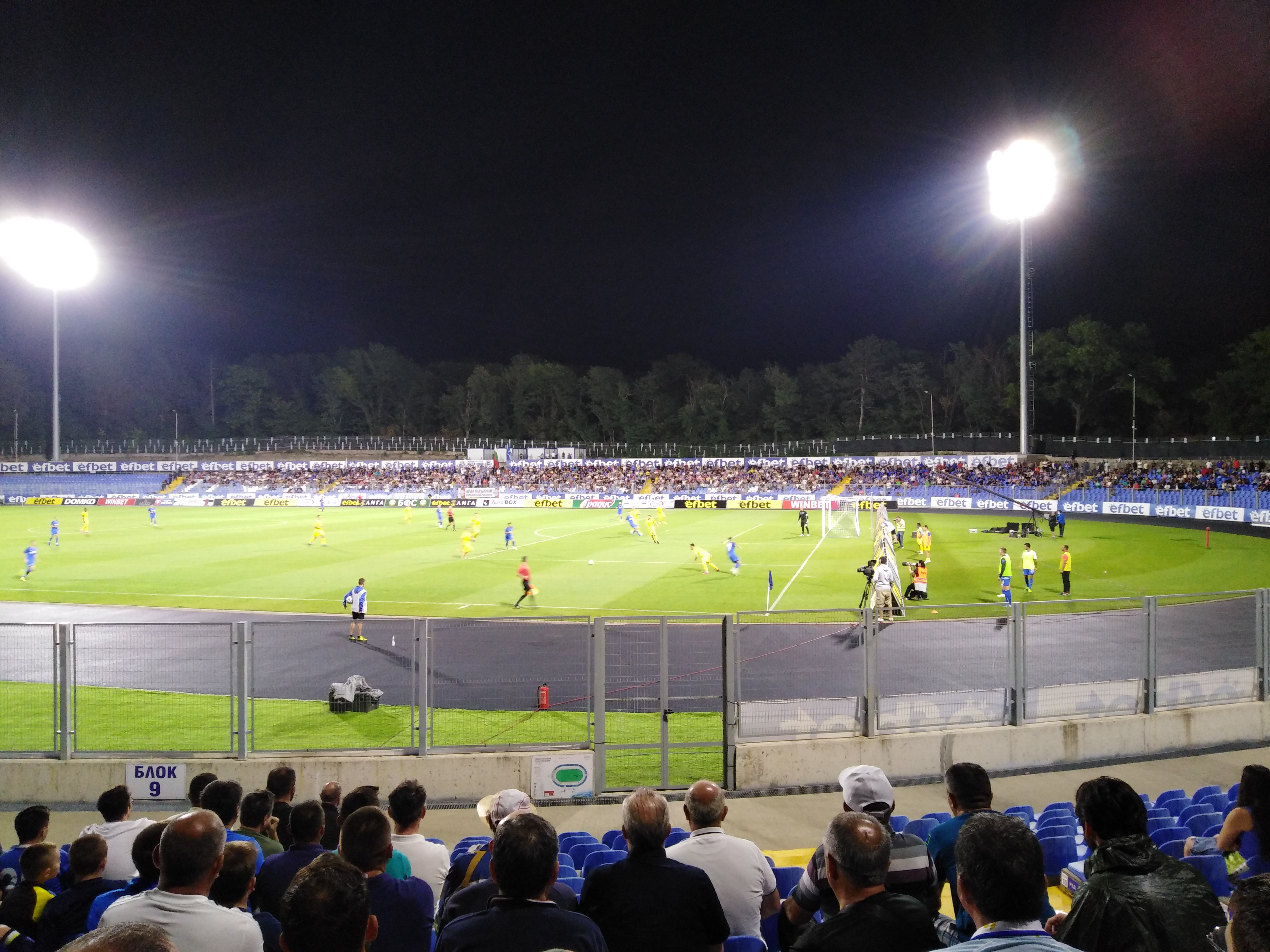
Blick in der Arena Arda bei Nacht (2020)

Der am 10. August 1924 gegründete FK Arda Kardschali ist ein Fußballverein, der in der Saison 2023/24 in der Parwa liga, der höchsten Spielklasse spielt. Der Verein spielt in der Arda Arena.

## Sehenswürdigkeiten und bemerkenswerte Bauwerke

### Festungen
- Perperikon
- Wischegrad
- Moniac

### Sakrale Bauten
- Mittelalterliches Kloster Johannes der Täufer[32]
- Orthodoxe Pfarrkirche „St. Georg der Siegreiche“[32]
- Orthodoxes Kloster mit Kirche „Mariä Himmelfahrt“[32]
- Zentralmoschee, auch Marktmoschee genannt[32]
- Neue Moschee mit Külliye[33]
- Das Türbe Hazar Baba[32]

## Söhne und Töchter der Stadt
- Talât Pascha (1874–1921), hoher osmanischer Beamter, Großwesir und Politiker
- Tahsin Özgüç (1916–2005), türkischer Archäologe
- Iwo Papasow (* 1952), bulgarischer Musiker
- Huben Tscherkelow (* 1970), bulgarischer Maler
- Şenol Can (* 1983), türkischer Fußballspieler
- Taner Sağır (* 1985), türkischer Gewichtheber
- Eliza Kostowa (* 1990), Tennisspielerin